# Мерсбург
Мерсбург (нем. Meersburg) — город на Боденском озере, в немецкой федеральной земле Баден-Вюртемберг.

## Географическое положение
Мерсбург расположен на северном берегу Боденского озера между городами Фридрихсхафен и Юберлинген, в том месте, где Верхнее озеро (нем. Obersee) переходит в Юберлингское озеро (нем. Überlinger See), причём расстояние до противоположного берега, с находящимся на нём городом Констанц составляет всего 5 км. Условно делится на Верхний и Нижний город, перепад высот между которыми составляет порядка 50 м. Верхний город долгое время был средоточием административной власти, что нашло своё отражение в архитектуре: на панорамном снимке со стороны озера слева-направо видны: Старый замок, за ним башня католической церкви, Новый дворец, здание конного двора (нем. Reithof) и бывшая духовная семинария (гимназия им. Дросте-Хюльсхофф).

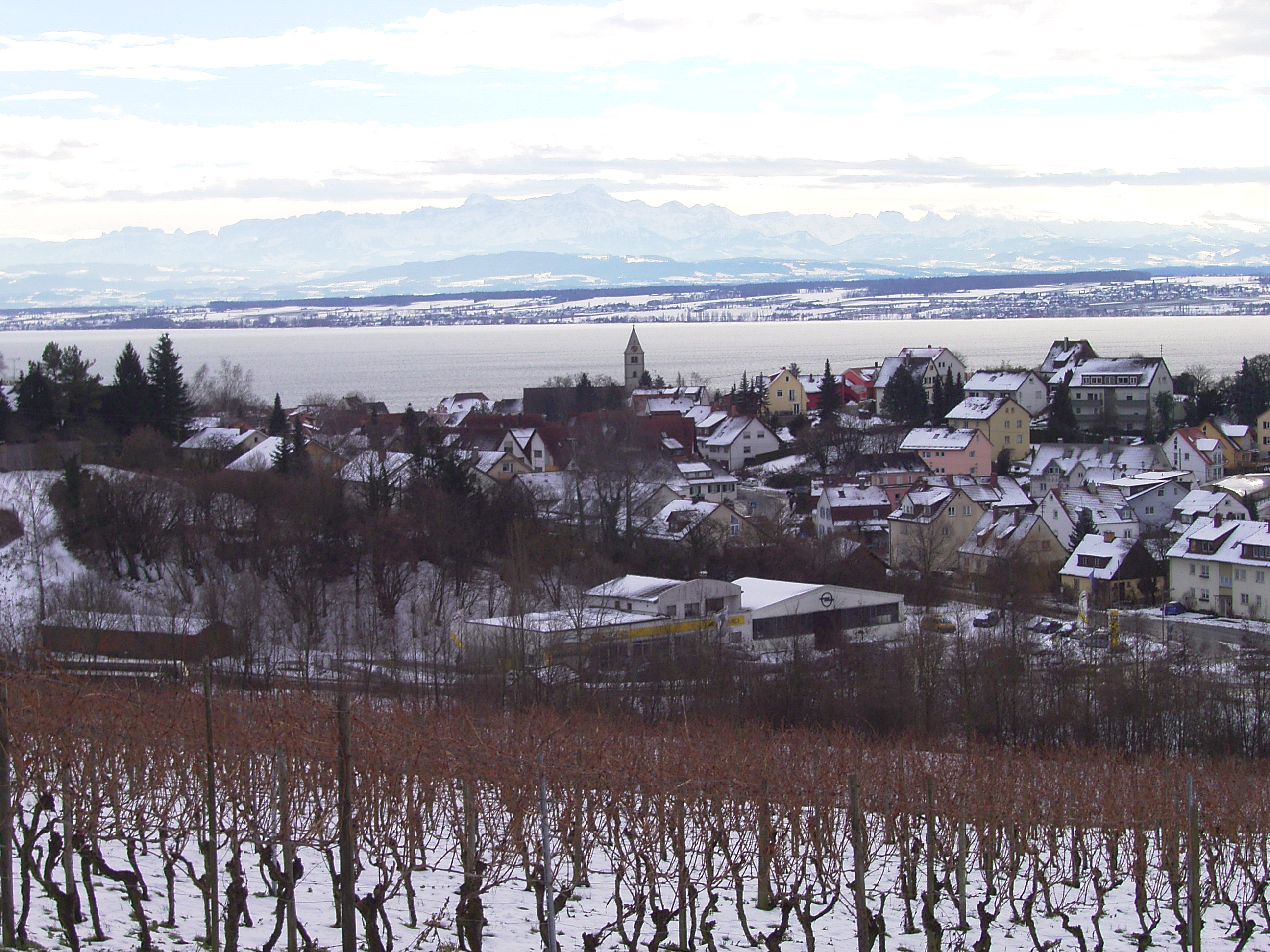
Мерсбург

## История
Первое письменное упоминание Мерсбурга под именем «Мердесбурх» датировано 1147 годом, однако ещё ранее (1113) встречается имя некоего Луитпольда де Мердерсбурха, выступавшего свидетелем герцогов Церинген при совершении акта дарения монастырю св. Петра в Шварцвальде.
Название «Мерсбург» может быть с одной стороны производным от немецкого Burg am Meer, что означает замок либо крепость на озере, что в свою очередь косвенно подтверждает теорию, что изначально (предположительно в VII веке) был выстроен замок Мерсбург, вокруг которого стали селиться люди, и так возник город с тем же названием. С другой стороны, однозначных доказательств этой теории нет; кроме того Merte на алеманнском означает Мартин, что опровергает связь имени Мерсбурга с озером и свидетельствует в пользу более позднего основания поселения и, вероятно, замка.
В любом случае более или менее точную хронологию можно начинать лишь с XIII века, когда замок Мерсбург с окрестными землями стали владением епископов Констанца. В 1233 году при Генрихе фон Танне Мерсбург получил право еженедельно устраивать рынок (нем. Wochenmarkt), что означало экономический подъём, так что в 1260 году поселение в будущем Верхнем городе было обнесено оборонительной стеной. В 1299 году при епископе Генрихе фон Клингенберге (1240—1306) Мерсбург получил городские права по образцу Ульма. В этом же году территория нижнего поселения была расширена настолько, что можно говорить о возникновении Нижнего города с большой рыночной площадью и торговыми домами.
В 1334 году город пережил длительную осаду с применением пушек (один из ранних случаев такого рода в Германии) со стороны имперских войск в результате конфликта вокруг вакантной епископской кафедры, однако так и не был взят.
В середине XV века стремление к большей экономической самостоятельности вылилось в борьбу за статус свободного имперского города, в которой горожане в итоге потерпели сокрушительное поражение. В 1461 году возглавлявший городской протест бургомистр Симон Вайнцюрн был арестован и без судебного решения показательно утоплен в озере, а город потерял почти все старые права самоуправления. «Средневековый рынок», проводимый ежегодно осенью в Верхнем городе Мерсбурга, тематизирует это историческое событие.
В 1526 году в Мерсбург из Констанца была перенесена резиденция князей-епископов, после того как городской совет Констанца проголосовал за проведение в городе церковной Реформации (1519—1523). Но и после рекатолизации Констанца резиденция и епископская администрация остались в Мерсбурге.
XVI и XVII века были неспокойным временем в Мерсбурге: город, как и весь юг Германии был сильно затронут эпидемиями чумы в 1529, 1575, 1588, 1595 и 1611/12 годах. Вслед за чем Мерсбург был несколько раз осаждаем шведской и вюртембергской армиями в ходе Тридцатилетней войны. Эпидемии чумы 1635/36 и 1646 годов завершили разорение, сократив население города до 1/6 его изначальной численности. Об этих тяжёлых временах напоминает, вероятно, карнавальная фигура «шнабельгире» (нем. Schnabelgiere), своим длинным носом схожая со знаменитой фигурой чумного доктора.
Вторая половина XVII века закрепила положение Мерсбурга как административного центра крошечного констанцского княжества-епископства, одного из многих провинциальных «лоскутных» владений в Священной Римской империи. Вместе с тем XVIII век охарактеризовался бурной строительной деятельностью: так в это время были возведены Новый дворец (1710—1712), здание Духовной семинарии (1725—1734) и здание конного двора (ок. 1760)
С медиатизацией 1803 года епископство Констанц прекратило своё существование, хотя Мерсбург некоторое время продолжал оставаться средоточием провинциальных — теперь баденских — властей, постепенно теряя своё значение. С 1803 по 1807 годы он служил «столицей» временного Верхнего княжества на озере, с 1814 по 1836 годы в городе располагался придворный суд для Озёрного округа и до 1857 года он был главным городом административного округа Мерсбург.
Примерно в это же время, с 1820 по 1845 годы ради расширения и обустройства подъездных дорог были снесены средневековые городские укрепления, за исключением Верхних и Нижних ворот, а в 1851/52 году произведены работы по расширению и углублению гавани, так что город смог принимать суда на колёсной и паровой тяге. В конце XIX века на волне романтического восхищения средневековым прошлым город был заново открыт как привлекательная туристическая цель, в связи с чем можно говорить о времени нового расцвета для Мерсбурга. В 1870 году был устроен променад в Нижнем городе, в 1921 — проведена электрификация, в 1926/27 годах — водопровод и канализация, и наконец в 1929 году было открыто автомобильное паромное сообщение между Мерсбургом и Констанцем.
В годы национал-социалистической диктатуры Мерсбург вновь потерял своё самоуправление и по планам должен был стать одним из главных мест массового отдыха в Третьем Рейхе. В городе были не только открыты отделения НСДАП, Гитлерюгенда, Союза немецких девушек и НС женской организации, но с 1941 года активно использовался и принудительный труд заключённых и депортированных. В апреле 1945 года Мерсбург лишь чудом избежал участи быть разрушенным: остававшиеся в городе части Вермахта были готовы оказать наступавшим французским танковым соединениям самое решительное сопротивление, и лишь обходной манёвр французской армии сделал его бесполезным, сохранив город нетронутым.
После окончания войны и передачи города гражданской немецкой администрации в 1955 году Мерсбург смог снова заявить о себе как о перспективном туристическом центре. В 70-х годах XX века были построены объездные дороги и в целом улучшена инфраструктура, полностью отреставрировано и поставлено под охрану историческое ядро города.
В настоящее время город посещают более 1 миллиона туристов ежегодно.

## Достопримечательности
Мерсбург, хотя и является малым городом, вполне может считаться жемчужиной Боденского озера, и предлагает туристам не только пройтись по живописным улочкам полностью сохранившегося средневекового поселения, но и множество музеев. Интереса заслуживают в первую очередь Старый замок, Новый дворец, музей поэтессы Аннетте фон Дросте-Хюльсхофф в Княжеском домике, музей виноделия, музей городской истории, музей Библии, частные музей дирижаблей и музей ковроткачества и городская галерея изобразительного искусства. Кроме того, в туристической гавани стоит взглянуть на так называемую «Магическую колонну» скульптора Петера Ленка. Для любителей пеших и велосипедных прогулок в окрестностях города проложены удобные дорожки, ведущие как правило вдоль берега и позволяющие насладиться природными красотами региона Боденского озера.

## Регулярные события
Раз в неделю, по пятницам с 8:00 до 12:30 на Рыночной площади в Верхнем городе проходит рынок.
Ранней весной (февраль-март), за 6 недель перед Великим постом, как и во всей южной Германии, в Мерсбурге проводится карнавал (нем. Fastnacht) с его шествиями, ряжеными и установкой «дерева дураков» (в 2013 г. с 7 по 13 февраля). В начале мая — рыбный праздник (нем. Fischerfest). С мая по сентябрь один-два раза в неделю в Нижнем городе городской оркестр даёт бесплатные концерты для туристов. Регулярные концерты организуются также в Новом дворце (классика, джаз). В июне проходят опен-эйры на Дворцовой площади (рок-концерты, оперы). В начале сентября — традиционный праздник вина (в 2013 г. с 6 по 8 сентября). Октябрь — средневековый рынок (в 2013 г. с 11 по 13 октября). В конце ноября-начале декабря, на первый адвент на Рыночной площади силами жителей города проводится Рождественский рынок. И наконец в предрождественское время в придворной капелле Нового замка, либо в городской католической церкви можно послушать концерты барочной музыки.

## Сценки со средневекового рынка

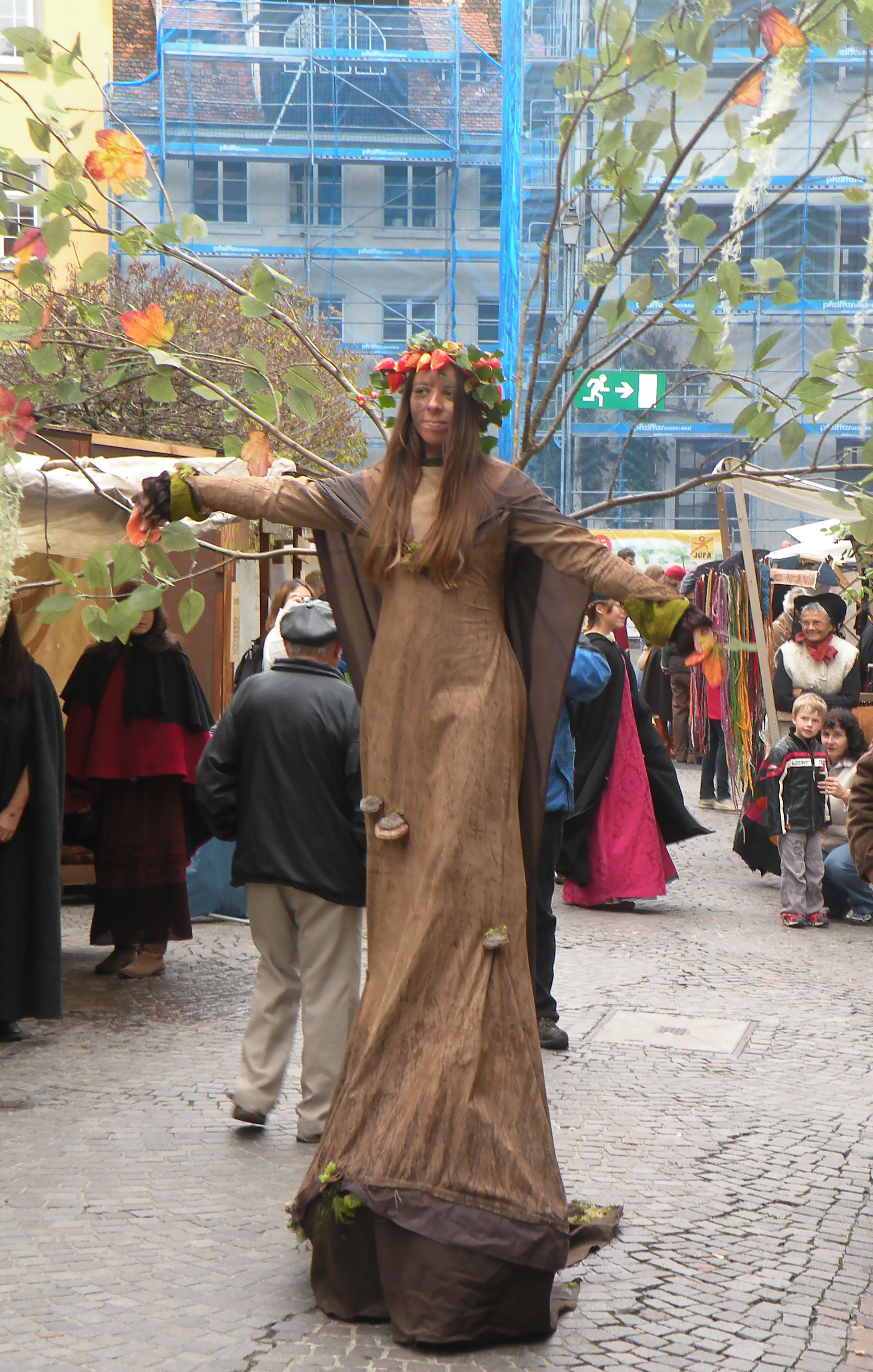
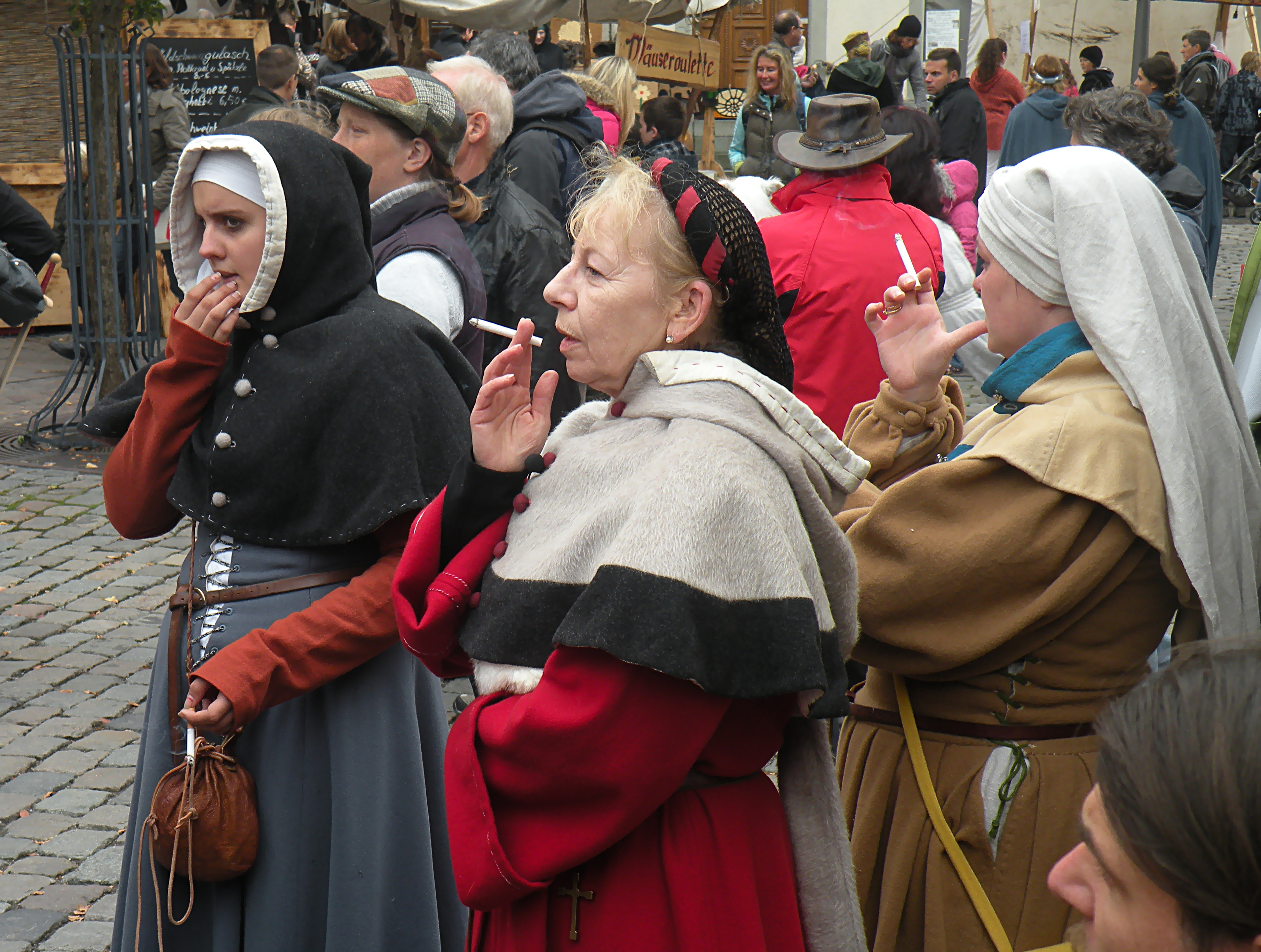
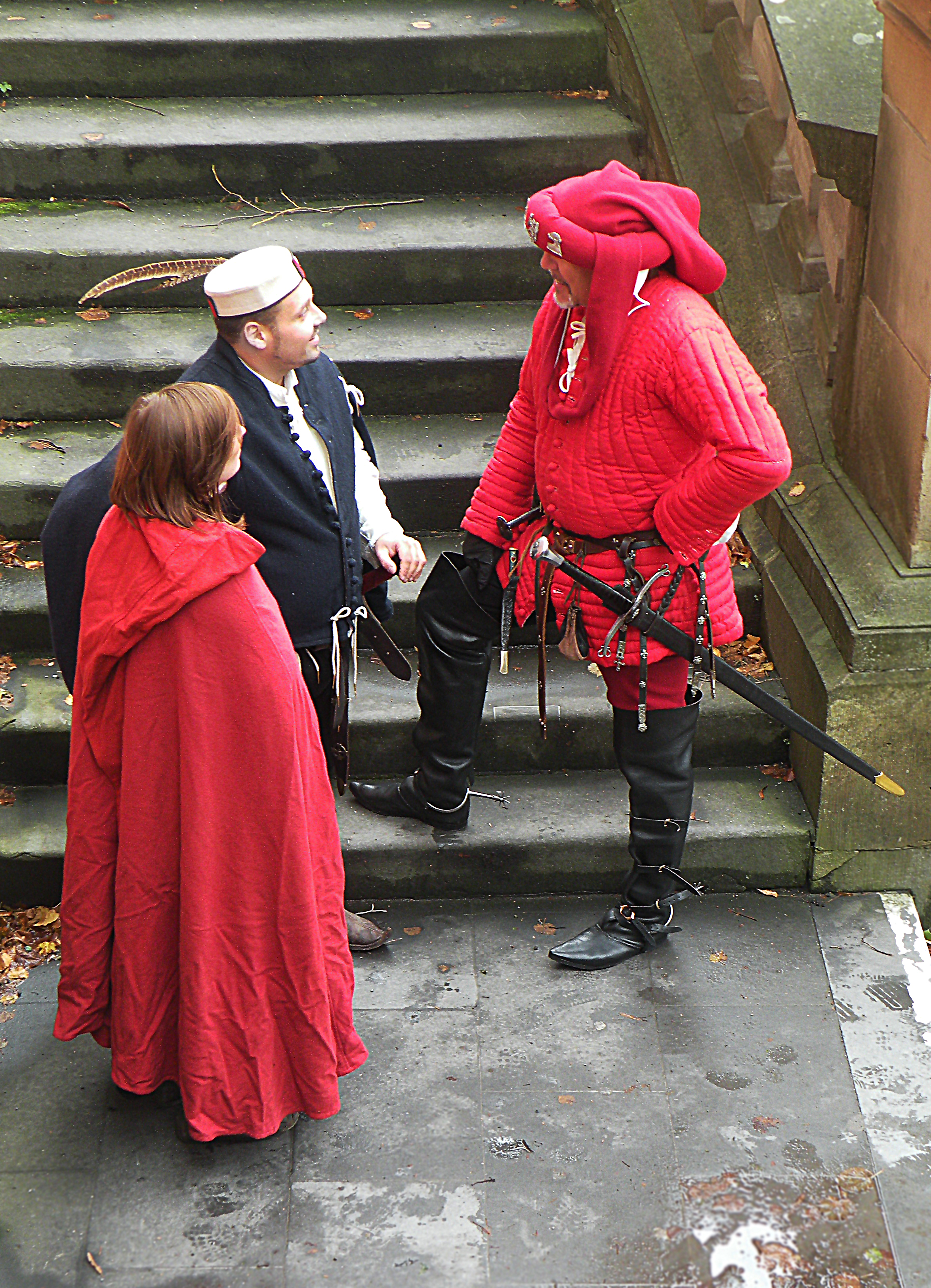
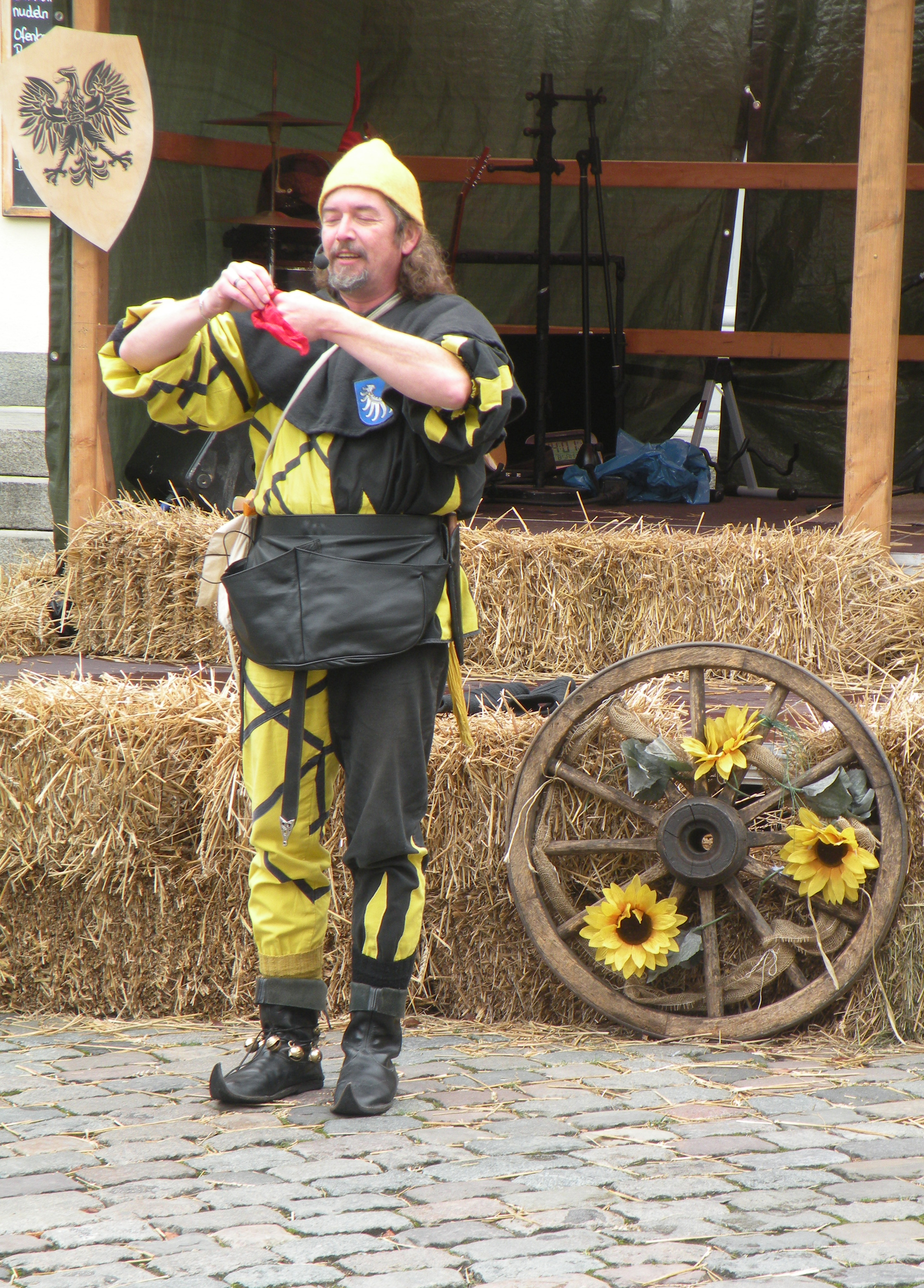
Фокусник

## Виды города

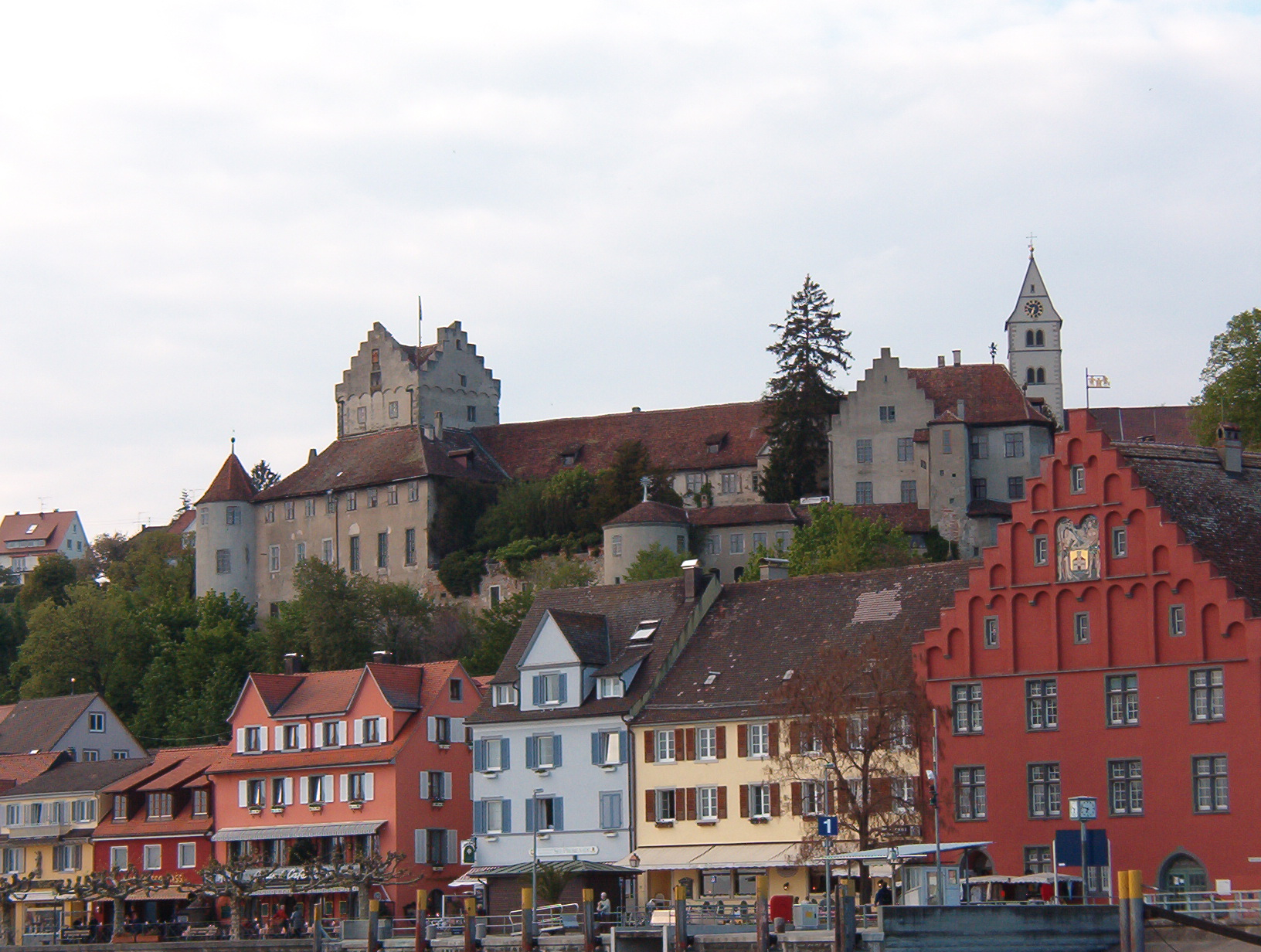
Вид на Нижний город и возвышающийся над ним замок
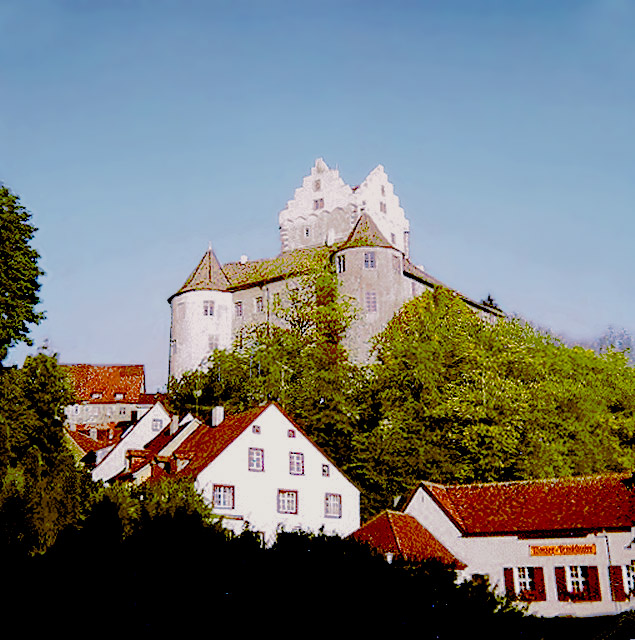
Старый замок
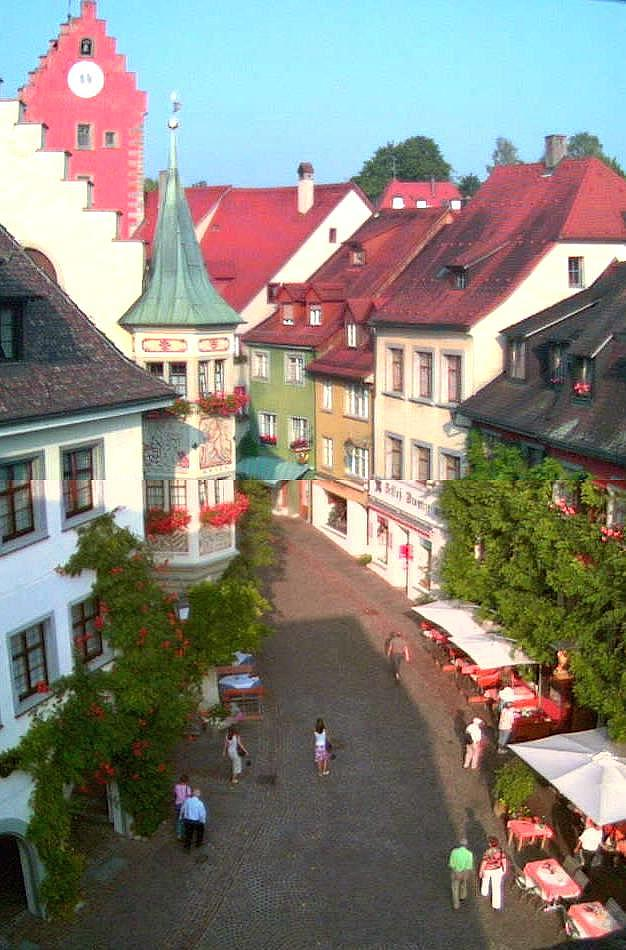
Рыночная площадь
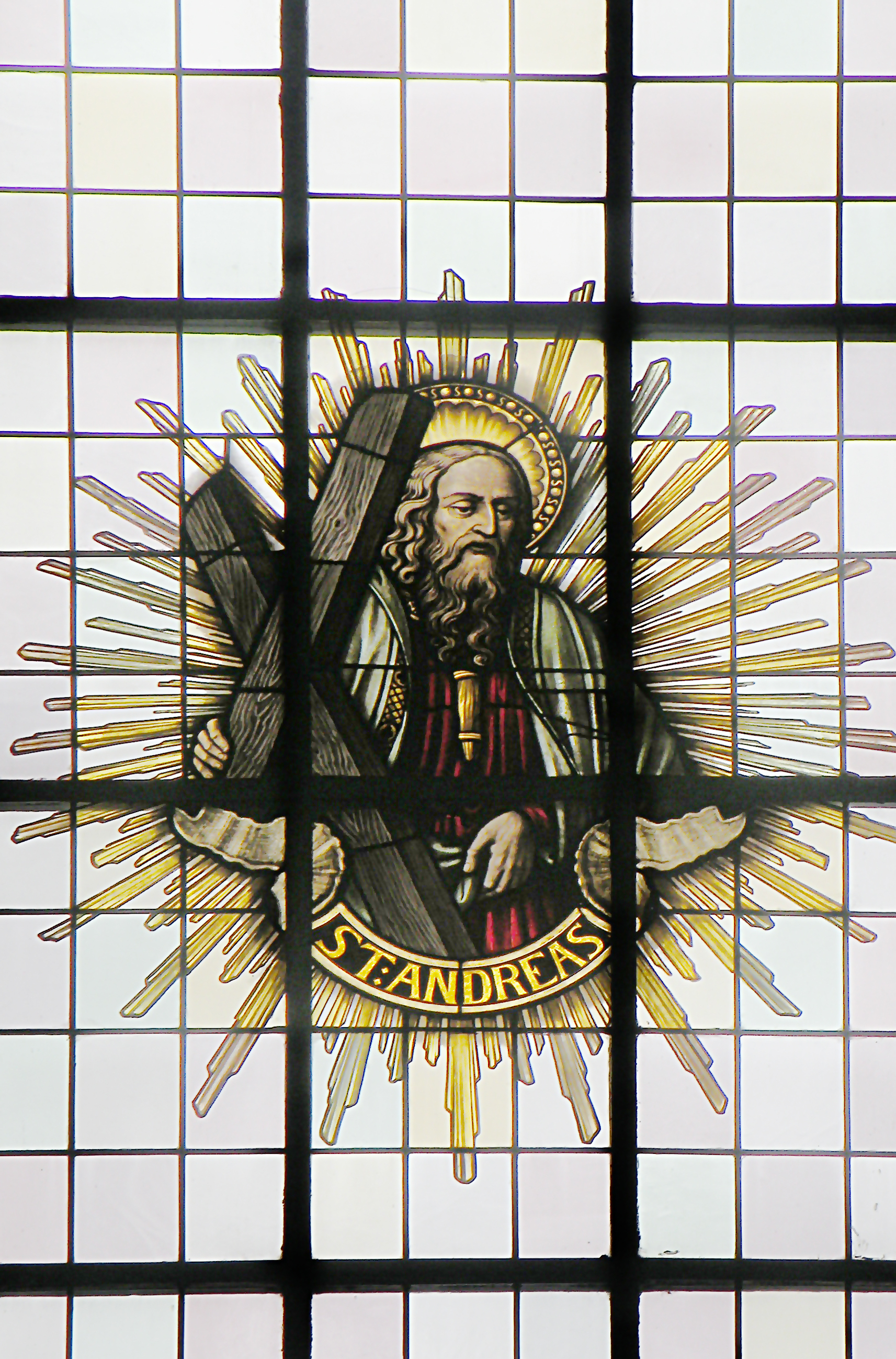
Витраж в приходской католической церкви (Св.Андрей)